# Władysława Kierzkowska
Władysława Kierzkowska z domu Pisarska; znana również jako Ada Kierzkowska (ur. 23 maja 1923 we Lwowie, zm. 4 czerwca 2016) – polska plastyczka specjalizująca się w tkaninie artystycznej, pionierka polskiej szkoły gobelinu.

## Życiorys
W latach 1948–1949 studiowała w Państwowej Wyższej Szkole Sztuk Plastycznych w Sopocie, zaś w latach 1950–1955 w Akademii Sztuk Pięknych w Warszawie. Tworzyła tkaniny w tym głównie gobeliny, stylistycznie bliskie malarstwu abstrakcji lirycznej. W 1962 roku wzięła udział w I Międzynarodowym Biennale Tkaniny w Lozannie (Biennale Internationale de la Tapisserie), które przyczyniło się do rozpropagowania na świecie polskiej tkaniny artystycznej i ich twórców. Swoje prace prezentowała między innymi w warszawskiej Zachęcie.